# Stenhelia confluens
Stenhelia confluens är en kräftdjursart som beskrevs av Lang 1948. Stenhelia confluens ingår i släktet Stenhelia och familjen Diosaccidae. Inga underarter finns listade i Catalogue of Life.